# Brigada SS Westfalen
La Brigada SS Westfalen, también conocida como Brigada SS Ersatz Westfalen, era una unidad compuesta por hombres de las unidades de entrenamiento militar del área de Paderborn y el 507.° Batallón Panzer Pesado. La unidad fue enviada a la batalla en marzo de 1945 en un intento fallido de evitar que las tropas estadounidenses rodearan al Grupo de Ejércitos B en la bolsa del Ruhr.

## Historia
La brigada se formó el 29 de marzo de 1945 a partir de personal de entrenamiento y otro personal en los cuarteles de Sennelanger al norte de Paderborn. La unidad constaba de dos regimientos de infantería improvisados que llevaban el nombre de sus comandantes. El regimiento "Meyer" consistía en tres batallones: 1.º batallón de Entrenamiento y Reemplazo de Reconocimiento Panzer SS, 2.º batallón de Entrenamiento y Reemplazo de Reconocimiento Panzer SS, y un Batallón de Entrenamiento de Suboficiales de Reconocimiento Panzer SS. El Regimiento "Holzer" fue nombrado en honor a su comandante, el Obersturmbannführer Friedrich Holzer y consistía en el Regimiento de Entrenamiento y Reemplazo Panzer SS en Augustdorf, que consta de tres batallones. El 507.º batallón Panzer Pesado era el componente de blindaje principal de la brigada.
La brigada tenía alrededor de 60 tanques Tiger y Panther al 30 de marzo de 1945, según Charles B. MacDonald. Sin embargo, según Steven Zaloga, la brigada tenía 15 tanques de entrenamiento viejos como los Panzer III, 21 Tiger II y tres Jagdpanthers disponibles a finales de marzo.
La brigada se enfrentó por primera vez el 30 de marzo contra elementos de la 3.ª División Blindada de los EE. UU., tratando de defender el camino a Paderborn, hasta que se vio obligada a abandonar la ciudad el 1 de abril, retrocediendo con posiblemente hasta cuarenta tanques y cañones de asalto todavía en condiciones de actuar. Los restos de la brigada se enfrentaron a la 3.ª División Blindada de los Estados Unidos en el camino hacia el Weser.